# Richard E. Taylor
Richard E. Taylor, född 2 november 1929 i Medicine Hat i Alberta, Kanada, död 22 februari 2018 i Stanford i Kalifornien, USA, var en kanadensisk fysiker som mottog Nobelpriset i fysik 1990. Han delade priset med amerikanerna Jerome I. Friedman och Henry W. Kendall. De fick priset med motiveringen "för deras banbrytande undersökningar rörande starkt inelastisk spridning av elektroner mot protoner och bundna neutroner, vilka haft en avgörande betydelse för utvecklingen av kvarkmodellen inom partikelfysiken".
Taylor doktorerade vid Stanford University i Kalifornien 1962. Mellan 1962 och 1968 ingick han i forskarlaget vid Stanford Linear Accelerator Center (SLAC). Han blev professor vid Stanford 1970.
Friedman, Kendall och Taylor utförde tillsammans den forskning vid Stanford Linear Accelerator Center som gav upphov till nobelpriset. I en serie experiment mellan 1967 och 1973 använde man partikelacceleratorer för att rikta en stråle av elektroner med hög energi mot protoner och neutroner. De fann att det sätt på vilket elektronerna spreds vid kollisionerna tydde på att både protoner och neutroner består av små elektriskt laddade partiklar. Efter hand stod det klart att dessa partiklar motsvarade de kvarkar som hade föreslagits 1964 av Murray Gell-Mann och George Zweig.